# Sulfato de dimetilo
El sulfato de dimetilo o dimetílsulfato es un compuesto químico con la fórmula (CH3O)2SO2. Es el diéster del metanol y el ácido sulfúrico, y su fórmula se escribe a menudo como (CH3)2SO4 o incluso Me2SO4, donde CH3 o Me es el grupo metilo. El Me2SO4 se utiliza principalmente como un agente de metilación en síntesis orgánica.
En condiciones normales, el Me2SO4 es un líquido aceitoso incoloro con un ligero olor a cebolla (aunque es importante destacar que olerlo entraña un riesgo considerable). Al igual que todos los agentes alquilantes fuertes, el Me2SO4 es altamente tóxico. Su uso como reactivo de laboratorio ha sido reemplazado en cierta medida por el  triflato de metilo, CF3SO3CH3, el éster metílico del ácido trifluorometansulfónico.

## Historia
El sulfato de dimetilo se descubrió en el siglo XIX en una forma impura. P. Claesson después estudió más ampliamente su preparación. Puede haber sido utilizado en la guerra química.

## Producción
El sulfato de dimetilo se puede sintetizar en el laboratorio mediante varias síntesis diferentes, siendo la más utilizada la esterificación del ácido sulfúrico con metanol:
2 CH3OH + H2SO4 → (CH3)2SO4 + 2 H2O
Otra síntesis posible se basa en la destilación del hidrógeno sulfato de metil:
2 CH3HSO4 → H2SO4 + (CH3)2SO4
El nitrito de metilo y el clorosulfonato de metilo, también resultan en sulfato de dimetilo:
CH3ONO + (CH3)OSO2Cl → (CH3)2SO4 + NOCl
En los Estados Unidos, el Me2SO4 ha sido producido comercialmente desde los años 1920. Un proceso común es la reacción continua del éter dimetílico con trióxido de azufre.
(CH3)2O + SO3 → (CH3)2SO4

## Usos
El sulfato de dimetilo es más conocido como un reactivo para la metilación de los fenoles, aminas, y tioles. Típicamente, un grupo metilo se transfiere más rápidamente que el segundo. La transferencia de metilo se supone por lo general que se produce a través de un mecanismo de reacción SN2. En comparación con otros agentes metilantes, el sulfato de dimetilo es preferido por la industria debido a su bajo coste y alta reactividad.

### Metilación en el oxígeno
Más comúnmente, el Me2SO4 se emplea para metilar fenoles. Algunos alcoholes simples son también convenientemente metilados, como se ilustra por la conversión de terbutanol a t-butil metil éter:
2 (CH3)3COH + (CH3O)2SO2 → 2 (CH3)3COCH3 + H2SO4
Las sales de alcóxido son rápidamente metiladas:
RO - Na + + (CH3O)2SO2 → ROCH3 + Na(CH3)SO4
La metilación de los azúcares es llamada metilación de Haworth.

### Metilación en nitrógeno de aminas
El Me2SO4 se utiliza para preparar tanto sales de amonio cuaternario como también  aminas terciarias:
C6H5CH=NC4H9 + (CH3O)2SO2   →  C6H5CH=N+(CH3)C4H9  +  CH3OSO3-
Los compuestos cuaternizados de amonio grasos se utilizan como tensoactivos o suavizantes de telas. La metilación de una amina terciaria se ilustra como:
CH3(C6H4)NH2 + (CH3O)2SO2 (en NaHCO3 ac.) → CH3(C6H4)N(CH3)2 + Na(CH3)SO4

### Metilación en azufre
Similar a la metilación de los alcoholes, las sales mercapturo son fácilmente metiladas por Me2SO4:
RS-Na+ + (CH3O)2SO2 → RSCH3 + Na(CH3)SO4
un ejemplo es:
p-CH3C6H4SO2Na + (CH3O)2SO2 → p-CH3C6H4SO2CH3 + Na(CH3)SO4
Este método ha sido utilizado para preparar tioésteres:
RC(O)SH + (CH3O)2SO2 → RC(O)S(CH3) + HOSO3CH3

### Otros usos
El sulfato de dimetilo, puede efectuar la escisión de base específica de la guanina en el ADN por la ruptura de los anillos de imidazol presentes en la guanina. Este proceso se puede utilizar para determinar la secuencia de base, la escisión en la cadena de ADN, y otras aplicaciones.
El sulfato de dimetilo también metila la adenina en porciones monocatenarias de ADN (por ejemplo, aquellos con proteínas como la ARN polimerasa progresivamente fusionan y re-fortalecen el ADN). Al volver a rearreglarse, estos grupos metilo pueden interferir con la adenina-guanina en el apareamiento de bases. La nucleasa S1 puede entonces ser utilizada para cortar el ADN en regiones monocatenarias (en cualquier lugar con una adenina metilada). Esta es una técnica importante para el análisis de interacciones proteína-ADN.

## Alternativas
A pesar de que el sulfato de dimetilo es muy eficaz y asequible, su toxicidad ha fomentado el uso de otros reactivos de metilación. El yoduro de metilo es un reactivo utilizado para la O-metilación, en lugar del sulfato de dimetilo, aunque es menos peligroso es más caro. El carbonato de dimetilo, que es menos reactivo, tiene una toxicidad mucho menor en comparación con el sulfato de dimetilo y el yoduro de metilo y se puede utilizar en lugar del sulfato de dimetilo para la N-metilación. Se puede utilizar alta presión para acelerar la metilación por el carbonato de dimetilo. En general, la toxicidad de los agentes de metilación se correlaciona con su eficacia como reactivos de transferencia de metilo.

## Seguridad
El sulfato de dimetilo es posiblemente carcinógeno y mutágeno, venenoso, corrosivo, medioambientalmente riesgoso y volátil (presentando un riesgo de inhalación). Algunos lo consideran como una potencial arma química. El sulfato de dimetilo es absorbido a través de la piel, las membranas mucosas, y el tracto gastrointestinal. No posee un olor fuerte ni produce una inmediata irritación que pudieran advertir sobre una concentración letal en el aire. Su LD50 (aguda, oral) es de 205 mg/kg (ratas) y 140 mg/kg (ratones), y la concentración semiletal (aguda) es de 45 ppm / 4 horas (ratas). La presiòn de vapor de 65 Pa es suficientemente elevada como para producir una concentración letal en el aire por evaporación a 20 °C. La toxicidad retardada permite que ocurran exposiciones potencialmente fatales previo al desarrollo de cualquier síntoma de advertencia. Los síntomas pueden retrasarse hasta 6–24 horas. Las disoluciones concentradas de bases (amoniaco, álcalis) pueden ser usadas para hidrolizar derrames menores y residuos en equipo contaminado, pero la reacción se puede volver violenta con grandes cantidades de sulfato de dimetilo (véase ICSC, enlaces externos). Aunque el compuesto se hidroliza en agua, no puede asumirse que el agua corriente hidrolizará el sulfato de dimetilo suficientemente rápido para propósitos de descontaminación. Los productos de hidrólisis, sulfato de monometilo y metanol, son peligrosos para el medio ambiente. En agua, el compuesto es hidrolizado finalmente hasta ácido sulfúrico y metanol.